# فایستریتس بای کنیتلفلد
فایستریتس بای کنیتلفلد (به آلمانی: Feistritz bei Knittelfeld) یک منطقهٔ مسکونی در اتریش است که در مورتال واقع شده‌است. فایستریتس بای کنیتلفلد ۹٫۹۳ کیلومتر مربع مساحت دارد ۶۴۷ متر بالاتر از سطح دریا واقع شده‌است.

## خواهرخوانده
شهر گرادو (فریولی-ونتسیا جولیا) خواهرخواندهٔ فایستریتس بای کنیتلفلد هست.